# شهرستان سیردریا
شهرستان سیردریا (به قزاقی: Сырдария ауданы، سىرداريا اۋدانى) یک شهرستان در قزاقستان است که در استان قیزیل‌اوردا واقع شده‌است. شهرستان سیردریا ۳۹٬۵۵۹ نفر جمعیت دارد.